# Lucio Arnáiz
 Lucio Arnáiz  (Burgos, España, 31 de mayo de 1970) es un futbolista español retirado que jugó en la década de los 90 como Defensa central, se retiró del fútbol en 2007 con el Burgos C. F de Segunda División B de España.

## Trayectoria
Se formó en las categorías inferiores del Real Burgos C.F., fue ascendido al primer equipo en 1993, en aquella época el club estaba en Segunda división, ese mismo año el club descendió a Segunda División B de España y posteriormente desaparecería debido a irregularidades financieras.
En 1994 se refunda el Burgos C. F que comenzaría su nueva etapa en la antigua Regional Ordinaria donde Lucio Arnáiz sería una pieza clave para el desarrollo del equipo; años más tarde y tras varios ascensos consecutivos, en 1997 el equipo ascendería a Segunda División B de España tras ganar al C. D. Lealtad en los Play-Off de ascenso.
En la temporada 1999/2000 el Burgos C. F se quedaría muy cerca del ascenso a la división de plata, siendo el Real Murcia el equipo que conseguiría el ascenso.
La temporada 2000/2001 es una de las más importantes de las historia del Burgos C. F ya que consiguió el ascenso a Segunda división bajó el mando de Carlos Terrazas Sánchez, en esta temporada Lucio Arnáiz disputó 39 partidos, 38 de ellos como titular, logrando anotar un gol.
La próxima temporada el equipo tuvo un gran comienzo de liga, ganando 6 de los 7 primeros partidos, pero a mediados de liga el club tuvo una etapa muy difícil y acabó 16º, pero acabó siendo descendiendo ya que el presidente del Burgos C. F, esta temporada jugó 32 partidos, de los cuales en 31 fue titular.
La temporada 2002/2003 fue una de las más duras para el club debido a los largos viajes que tuvieron que tomar para disputar los partidos fuera de casa, finalmente el club quedó 3º pero no logró el ascenso, en esta temporada Lucio Arnáiz disputó 40 partidos de los cuales en 37 fue titular.
La siguiente temporada sirvió para que Lucio Arnáiz se consolidase como uno de los mejores defensa central, disputando un total de 35 partido, todos como titular, el club quedó consiguió quedar en 5.º puesto fuera de los play-off de ascenso.
La temporada 2004/2005 fue aun mejor que la anterior. Consiguieron un importantísimo tercer puesto, aunque posteriormente no conseguirían el ascenso. Lucio Arnáiz disputó 41 partidos en los cuales en 40 saldría como titular. La siguiente temporada volvería a quedarse cerca del ascenso quedando terceros y siendo eliminados otra vez en los play-off, Esta temporada Lucio tuvo una menor importancia jugando un total de 22 partidos, 20 de ellos como titular.
La temporada 2006/2007 sería la última para Lucio Arnáiz ya que se retiraría en cuanto finalizase, fue la mejor temporada del Burgos C. F tras su descenso, quedando 2º aunque no conseguirían el ascenso; esta temporada Lucio disputó 26 partidos siendo titular en 19 de ellos.
En 2011 fue homenajeado en Estadio Municipal de El Plantío y se le entregaría una placa para agradecerle las 13 temporadas en el Burgos C. F, convirtiéndose así en el jugador que más temporadas ha disputado con el club.

## Clubes
| Club             | País   | Año       | Part. | Gol. |
| ---------------- | ------ | --------- | ----- | ---- |
| Real Burgos C.F. | España | 1993-1994 | 12    | 0    |
| Burgos C. F      | España | 1994-2007 | 403   | 9    |